# Nuno José Severo de Mendoça Rolim de Moura Barreto
Nuno José Severo de Mendoça Rolim de Moura Barreto, 9.º conde de Vale de Reis, segundo marquês de Loulé e primeiro duque de Loulé, (Lisboa, 6 de Novembro de 1804 – Lisboa, 23 de Maio de 1875) foi um importante nobre e político português no tempo da monarquia Constitucional.
Líder do partido Histórico, foi por diversas vezes ministro e, por três vezes, Presidente do Conselho de Ministros de Portugal (1856–1859, 1860–1865 e 1869–1870).

## Biografia
Nasceu no seio de uma antiga família nobre, e filho do oitavo conde de Vale de Reis e primeiro marquês de Loulé, Agostinho Domingos José de Mendoça Rolim de Moura Barreto (1780–1824) e de D. Maria Margarida do Carmo de Lorena e Menezes (1781–1852). Recebeu uma educação militar, tendo frequentado o Real Colégio Militar.
Em 1821, era alferes de Cavalaria, tendo estado ao lado do infante D. Miguel na Vilafrancada. Recebeu então pela sua participação, considerada pelos seus superiores, exemplar, a "Medalha da Poeira".~
Após a morte do seu pai, em 1824, recebeu do rei D. João VI honras, títulos e dignidades, tornando-se gentil-homem da Câmara do rei. Dois anos depois, por carta régia de D. Pedro IV, foi eleito par do Reino.
Conhecido pela sua beleza durante a juventude, casou-se, em 5 de Dezembro de 1827, com a infanta Ana de Jesus Maria de Bragança, filha de D. João VI e da rainha D. Carlota Joaquina. Este casamento foi visto pelas forças conservadoras como um escândalo. Por um lado, embora Moura Barreto fosse nobre, não pertencia a uma família real (ainda que ele mesmo fosse descendente de reis portugueses, embora por via ilegítima), por essa razão o seu estatuto era então visto como diferente do da Infanta. Por outro lado, aquando do casamento com Nuno José, já a infanta se encontrava "de esperanças", grávida da sua primeira filha. O casal teve a seguinte descendência: D. Ana Carlota (1827–1893); D. Maria do Carmo (1829–1907); D. Pedro José (1830–1909) 2.º Duque de Loulé; D. Maria Amália (1832–1880) e D. Augusto Pedro (1835–1914) 3.º Conde de Azambuja. Separou-se da mulher em 1835, que residiu em Roma até ao resto dos seus dias.
O marquês de Loulé decidiu apoiar D. Pedro IV na guerra civil, ao lado dos liberais. Por essa razão, exilou-se após a tomada do poder de D. Miguel, juntamente com a esposa, viajando para Paris, no bairro de Saint Philippe du Roule.
D. Pedro IV, ao assumir a regência em nome da sua filha D. Maria da Glória, reformulou o governo liberal no exílio, na ilha Terceira. Em 1833, designa Moura Barreto, primeiro como ministro dos Negócios Estrangeiros, e mais tarde como ministro da Marinha (interinamente). Nesse mesmo ano, com o acumular de tensões entre os membros do governo no exílio, demitiu-se de todos os cargos que ocupava.
Aquando da vitória liberal, D. Pedro IV incumbiu-lhe a missão de deslocar-se a Paris e comunicar a notícia a D. Maria II. Quando regressou novamente a Portugal, voltou a assumir as duas pastas anteriores. No entanto, devido a intrigas políticas acabou por abandonar a dos Negócios Estrangeiros pouco tempo depois. Voltou a 18 de Setembro de 1835, mas caiu com todo o ministério em Abril de 1836.
Depois da vitória liberal em 1834, as clivagens entre os Liberais aumentaram, tendo-se divido em duas facções: uma mais conservadora (os cartistas), e outra mais liberal (os vintistas, que depois de 1836 passaram a setembristas); o marquês de Loulé decidiu-se pelo apoio aos segundos, tendo de enfrentar a hostilidade de alguns cartistas mais proeminentes, designadamente, o Duque de Saldanha.
Entre 1835 e 1836 foi de novo ministro dos Negócios Estrangeiros no governo de José Jorge Loureiro. Em 1836, apoiou a Revolução de Setembro, tendo sido eleito para a Assembleia Constituinte então convocada, a qual viria a aprovar a Constituição de 1838. Foi deputado e mais tarde, senador.
Em 1842, após um novo golpe de Estado dos cartistas que repôs em vigor a Carta Constitucional de 1826 e levou ao Poder um governo autoritário liderado por Costa Cabral, os setembristas viram-se perseguidos; no entanto, as relações familiares com a Família Real puseram-no a salvo dos ajustes de contas de Costa Cabral. Apesar disso, em 1843, participava na coligação dos setembristas com os miguelistas, para derrubar Costa Cabral. Um ano depois é promovido a major.
Após a queda de Costa Cabral (1846), tomou mais uma vez o partido dos setembristas, que tinham formado um novo governo. Contudo, as divergências entre as duas grandes facções do Liberalismo português conduziram a uma nova guerra civil, a Patuleia, a qual foi vencida pelos cartistas, com apoio de forças britânicas e espanholas. Foi então obrigado a assinar, pela Junta do Porto, a Convenção de Gramido, a 30 de Junho de 1847. No entanto, não se deixou afectar por esta derrota, nem tão pouco ela constituiu uma reviravolta nas suas ideias políticas.
Após ter sido governador civil de Coimbra e de ter apoiado a formação da Junta do Porto, aceitou ser supremo-governador civil de Coimbra, o que o privou das suas honras e títulos.
Por volta de 1851, o seu maior oponente, o duque de Saldanha, havia formado o primeiro partido político formalmente organizado em Portugal, o Partido Regenerador, integrando nas suas fileiras os velhos cartistas. Compreendeu pois ser necessário transformar também o Setembrismo num partido organizado, que pudesse ser uma oposição efectiva e eficaz aos regeneradores. Por sua iniciativa, foi fundado em 1854 o Partido Histórico, tendo sido o seu primeiro líder.
Em 1852 e de 1859 a 1860 foi o 3.º e o 8.º Grão-Mestre da Confederação Maçónica Portuguesa.
Com a ascensão ao trono de D. Pedro V, os históricos permaneceram inicialmente na oposição. No entanto, o jovem rei era mais liberal que a sua mãe, a rainha D. Maria II. Pouco tempo depois de ter sido declarado maior pelas Cortes e, como tal, apto para reinar, demitiu o duque de Saldanha e designou o marquês de Loulé como novo presidente do Conselho de Ministros. Era a primeira vez, desde o golpe de Estado que levara Costa Cabral ao poder em 1842, que Portugal era governado por um partido de esquerda.

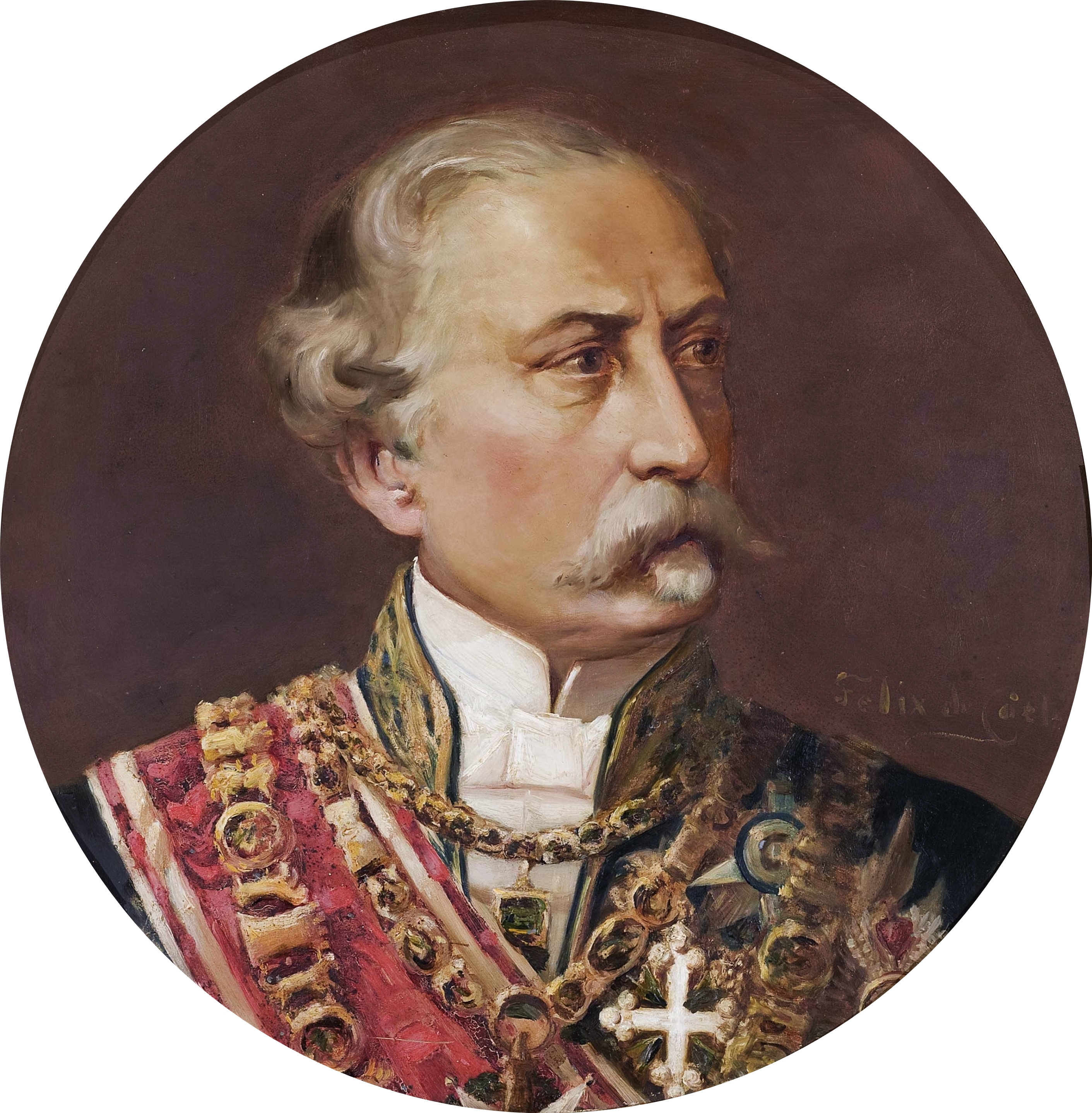
Duque de Loulé, Palácio de São Bento.

A 3 de Junho de 1856 fica responsável pela organização do ministério da Marinha, para o qual foi nomeado ministro. Ficou ainda com as pastas dos Negócios Estrangeiros, do Reino (por um curto período de tempo) e das Obras Públicas. Contudo o Governo durou apenas até 1859, quando os conservadores regressaram ao executivo. Mas pouco tempo depois, em 1860, o marquês de Loulé tornava-se presidente do Conselho pela segunda vez (até 1865). Foi muitas vezes apontado por favorecer a própria família em vez da corte. Em 1861, num curto espaço de tempo, faleceram o rei D. Pedro V e dois dos seus irmãos, vitimados pela cólera, e muito chorados pela população. Ainda que fosse devido a causas naturais, a morte do jovem rei fez correr o rumor de que o marquês de Loulé pretenderia fazer do próprio filho (que era, por via materna, neto de D. João VI) rei de Portugal. Por essa razão, teria mandado assassinar os herdeiros de D. Maria II. Embora carecendo de fundamento, este boato fez surgir vários motins e a sua vida chegou mesmo a estar em risco.
Para acabar com os levantamentos populares, devolver ao país a estabilidade de que este precisava e recuperar a sua popularidade, conseguiu acabar com as calúnias. Para isso, dirigiu-se pessoalmente a Turim para assinar o auto de recepção da princesa e futura rainha, D. Maria Pia de Saboia e assumiu o título de duque de Loulé, em 1862.
Procurou depois formar uma coligação com os regeneradores. No entanto, o Marquês de Sá da Bandeira, a segunda figura do Partido Histórico, não concordou com esta medida, tendo ele e os seus apoiantes desligado-se da obediência ao partido. Em virtude disto, o duque de Loulé perdeu a maioria que o apoiava nas Cortes, e por isso Sá da Bandeira tornou-se no novo chefe de governo. Foi substituído em menos de um ano. Progressistas e regeneradores selam finalmente um acordo, a 4 de Setembro de 1865, do qual Moura Barreto é o principal responsável. Forma-se então o chamado Ministério da Fusão, liderado por Joaquim António de Aguiar.
Sá da Bandeira acabou entretanto por deixar o partido com os seus apoiantes em 1867, tendo formado um novo partido: o Partido Reformista. Em 1869, D. Luís designou o duque de Loulé, pela terceira e última vez, chefe de governo. O seu mandato durou apenas um ano. O arqui-rival, o duque de Saldanha (que desde 1856 havia sido embaixador em diferentes locais e, como tal, abstido-se da política interna), havia de pôr fim ao seu último governo. A 19 de Maio de 1870, este último regressa a Portugal e promove um golpe de Estado, a Ajudada, assim chamado por se ter dirigido ao Palácio da Ajuda, onde vivia o rei D. Luís e a família real, e ter requerido, devido à sua avançada idade (contava então 79 anos), uma recompensa apropriada pelos seus serviços – um lugar no governo, como Ministro da Guerra. Como Moura Barreto recusou a proposta, Saldanha derrubou o seu governo e instituiu uma ditadura sem controlo parlamentar, a qual, no entanto, seria breve (findou em 29 de Agosto do mesmo ano). A ela se seguiu um novo governo de Sá da Bandeira.
O duque foi ainda presidente da Câmara dos Pares, a câmara alta das Cortes portuguesas, entre 1871 e 1873. Foi demitido de novo devido a desavenças políticas com os regeneradores. Viveu os dois últimos anos de vida afastado da política, sem nela voltar a intervir activamente. Faleceu às 20h do dia 23 de Maio de 1875 aos 70 anos de idade no Palácio da Quinta Real da Praia em Santa Maria de Belém, Lisboa, residência dos Duques de Loulé. Foi sepultado em jazigo particular no Cemitério dos Prazeres.